# Río Torto (afluente del Duero)
El Torto es un río portugués;  tiene su fuente cerca de Trancoso y desemboca en la margen izquierda del río Duero a unos 2 km aguas abajo de la freguesia de Pinhão (esta ciudad se encuentra en la margen derecha del río Duero).

## Afluentes
- Ribeira da Cama Trama
- Ribeira de Soares
- Ribeira de Galegos

## Presas
- Presa de Ranhados

- Datos: Q10362670
- Multimedia: Rio Torto (Douro) / Q10362670